# نادي أونيون طنجة
 نادي أونيون طنجة  نادي رياضي مغربي من مدينة طنجة غير موجود حاليا، حيث أنه اندثر بعد استقلال شمال المغرب عن إسبانيا عام 1956. أسس النادي عام 1919 من طرف بعض الإسبان في المدينة سابقا.